# Referendum sulla permanenza del Regno Unito nell'Unione europea
Il referendum sulla permanenza del Regno Unito nell'Unione europea, anche noto come referendum sulla "Brexit" (parola macedonia formata da British ed exit), si è svolto il 23 giugno 2016 nel Regno Unito e a Gibilterra; si è trattato di un referendum consultivo non vincolante per verificare il sostegno alla continuazione della permanenza del Regno Unito nell'Unione europea. Il referendum si è concluso con un voto favorevole all'uscita dalla UE con il 51,89%, contro il 48,11% che ha votato per rimanere nell'UE. Il voto ha manifestato una spaccatura tra le nazioni del Regno Unito, con la maggioranza di Inghilterra e Galles favorevoli a uscire e la maggioranza di Scozia e Irlanda del Nord che hanno votato per rimanere.

## Storia
La Comunità Economica Europea (CEE) fu istituita nel 1957 ed il Regno Unito presentò la sua prima domanda di adesione nel 1961, a cui inizialmente fu posto il veto da parte della Francia. La successiva richiesta inglese di adesione ebbe successo e il Regno Unito entrò nella CEE nel 1973.
L'estensione del diritto europeo sul quadro normativo del Regno Unito fu regolamentata con l'approvazione della legge sulle Comunità europee del 1972, legge di rango costituzionale successivamente interpretata come un implicito accoglimento del primato della legge UE sulla legislazione interna del Regno Unito.
Nel 1975 si tenne il Referendum sulla permanenza del Regno Unito nelle Comunità europee che confermò l'adesione con il 67,23% delle preferenze. L'integrazione politica ebbe una maggiore attenzione nel 1993 quando il Trattato di Maastricht istituì l'Unione europea (UE), la quale incorporò (e, dopo il Trattato di Lisbona, succedé) la CEE dopo il trattato di Lisbona.
Durante il vertice della NATO del maggio 2012, il Primo ministro britannico David Cameron, William Hague e Ed Llewellyn discussero l'idea di utilizzare un referendum sull'Unione Europea come una concessione per esaltare l'ala euroscettica del Partito Conservatore. Nel gennaio 2013, Cameron promise che se il suo Partito Conservatore avesse ottenuto la maggioranza parlamentare alle elezioni politiche del 2015, il governo britannico avrebbe negoziato con l'UE un regime più favorevole per continuare l'adesione britannica all'UE, prima di indire un referendum sulla permanenza del paese nell'UE. Nel maggio 2013, il Partito Conservatore presentò un progetto di legge referendaria sull'UE e delineò i propri piani per la rinegoziazione e il successivo voto dentro/fuori, se fosse tornato al potere nel 2015: il progetto di legge ha stabilito che il referendum si sarebbe dovuto tenere entro il 31 dicembre 2017.
Il progetto di legge fu presentato dal deputato conservatore James Wharton e la prima lettura alla Camera dei Comuni avvenne il 19 giugno 2013, a cui un molto soddisfatto David Cameron garantì il pieno sostegno del Partito Conservatore. Il disegno di legge fu approvato in seconda lettura il 5 luglio 2013, con 304 voti a favore e nessuno contrario (dal momento che quasi tutti i deputati laburisti e tutti i liberaldemocratici si astennero). Dopo la conclusione dell'iter alla Camera dei Comuni nel novembre 2013, il disegno di legge fu trasmesso nel dicembre del 2013 alla Camera dei Lord, i cui membri votarono per bloccare il disegno di legge.
Alle elezioni per il Parlamento europeo del 2014, il Partito indipendentista del Regno Unito (UKIP) si affermò come primo partito britannico con il 27,49% dei voti, relegando il Partito Conservatore al terzo posto (per la prima volta un partito diverso da quello dei conservatori o dei laburisti arrivò primo in un'elezione nazionale in 108 anni). Dato che il sistema elettorale per il Parlamento europeo utilizza una rappresentanza proporzionale, lo UKIP ottenne 24 seggi sui 73 assegnati al Regno Unito.
Il deputato conservatore Bob Neill presentò allora alla Camera dei Comuni un progetto di legge su un referendum alternativo: dopo un dibattito il 17 ottobre 2014, il progetto passò al Comitato per i progetti di legge pubblici, ma a causa del protrarsi dei lavori parlamentari della Camera dei Comuni su una risoluzione monetaria, il disegno di legge non fu in grado di progredire ulteriormente prima dello scioglimento del Parlamento il 27 marzo 2015.
Nella campagna elettorale del 2015, David Cameron promise agli elettori di rinegoziare l'adesione del Regno Unito all'UE e poi indire un referendum.
Da parte sua, il Partito Laburista guidato da Ed Miliband tra il 2010 e il 2015 ha sempre escluso l'ipotesi di un referendum dentro/fuori a meno che non ci fosse stato un ulteriore trasferimento di poteri dal Regno Unito verso l'UE. Nel loro programma elettorale presentato per le elezioni politiche del 2015 i liberaldemocratici si impegnarono a tenere un referendum dentro/fuori solo nel caso in cui vi fosse un cambiamento nei trattati dell'UE. Il Partito indipendentista del Regno Unito (UKIP), il Partito Nazionale Britannico (BNP), il Partito dei Verdi, il Partito Unionista Democratico ed il partito Respect hanno invece sostenuto tutti il principio di istituire un referendum.
Quando il Partito Conservatore vinse la maggioranza dei seggi alla Camera dei Comuni nelle elezioni politiche del maggio 2015, David Cameron ribadì l'impegno preso nel programma elettorale del suo partito a tenere un referendum per la permanenza del Regno Unito nell'Unione Europea entro la fine del 2017, ma solo dopo la «negoziazione di un nuovo insediamento per la Gran Bretagna nell'Unione europea».

## Descrizione
L'adesione all'Unione europea è un importante motivo di discussione nel Regno Unito sin dal suo ingresso nella Comunità Economica Europea nel 1973. In accordo con un impegno preso nel manifesto del Partito Conservatore, la base giuridica per un referendum è stata istituita con l'approvazione dello European Union Referendum Act 2015 da parte del Parlamento britannico. È stato il terzo referendum che si è tenuto in tutto il Regno Unito e la seconda volta in cui all'elettorato britannico è stato chiesto di votare sulla questione dell'adesione all'Unione europea: il primo referendum si tenne nel 1975, quando era conosciuta come la Comunità Economica Europea. In quell'occasione il 67% degli elettori si mostrò favorevole all'adesione, ma da allora la natura dell'Unione Europea è cambiata a tal punto da rendere il risultato di questo referendum molto più incerto.
Britain Stronger in Europe è stato il principale gruppo che ha svolto campagna elettorale per la permanenza del Regno Unito nella UE, mentre Vote Leave è stato il principale gruppo della campagna elettorale a favore dell'uscita. Sono stati coinvolti molti altri gruppi, partiti politici, del mondo degli affari, sindacati, giornali e personalità della vita pubblica. Coloro che erano favorevoli al ritiro del Regno Unito dalla UE, eventualità a cui ci si è riferiti in genere come Brexit, sostenevano che la UE avesse un deficit democratico e che il fatto di essere membri minasse la sovranità nazionale, mentre coloro che erano favorevoli alla permanenza sostenevano che in un mondo con diverse organizzazioni sovranazionali, qualsiasi perdita di sovranità fosse compensata dai benefici dell'essere stato membro dell'UE.
I sostenitori dell'uscita sostenevano che ciò avrebbe permesso al Regno Unito di controllare meglio l'immigrazione, riducendo pertanto la pressione sui servizi pubblici, sull'housing e sul lavoro; avrebbe permesso di risparmiare milioni di sterline pagate ogni anno dal Regno Unito alla UE, avrebbe permesso al Regno Unito di concludere in autonomia i propri trattati commerciali ed avrebbe liberato lo Stato dalle regolamentazioni comunitarie e dalla burocrazia, vista come troppo costosa e inutile. I sostenitori della permanenza sostenevano invece che lasciare la UE avrebbe messo a rischio la prosperità del Regno, diminuendo la sua influenza negli affari globali, avrebbe messo a repentaglio la sicurezza nazionale riducendo l'accesso ai database criminali comuni europei ed avrebbe causato l'imposizione di dazi tra il Regno Unito e la UE. In particolare, sostenevano che l'uscita avrebbe portato a perdita di lavoro, ritardi degli investimenti nel Regno Unito e rischio per il business.
I mercati finanziari hanno reagito negativamente all'esito della consultazione: i prezzi delle azioni sono crollati drasticamente, come anche il valore della sterlina britannica (5-10% durante le prime ore seguenti la pubblicazione dell'esito). Il referendum è stato causato dalla battaglia interna al partito conservatore al governo ed il Primo ministro David Cameron ha affermato che si sarebbe dimesso avendo perso il referendum. Il governo scozzese ha annunciato il 24 giugno 2016 che l'indizione di un secondo referendum sull'indipendenza della Scozia è ora "altamente probabile" ed il governo scozzese ha annunciato che darà inizio a «discussioni con le istituzioni europee ed altri stati membri per esplorare tutte le opzioni possibili per proteggere il posto della Scozia nella UE».

### Rinegoziazione prima del referendum
Nei primi mesi del 2014, il Primo ministro David Cameron delineò le sue proposte di cambiamento che intendeva realizzare in Europa ed i rapporti del Regno Unito con essa. Queste modifiche includevano: controlli supplementari sull'immigrazione, in particolare per i cittadini provenienti dai nuovi stati membri dell'UE; regole più severe sull'immigrazione per i cittadini UE già presenti sul territorio britannico; nuovi poteri ai parlamenti nazionali riguardanti la possibilità di veto collettivo alle leggi proposte dell'UE; nuovi accordi di libero scambio e riduzione della burocrazia per le imprese; la diminuzione dell'influenza della Corte europea dei diritti dell'uomo sulla polizia e sui tribunali del Regno Unito; più potere per i singoli Stati membri e meno per la politica centrale dell'UE; l'abbandono della nozione europea di "unione sempre più stretta". Cameron aveva l'intenzione di discutere queste proposte nel corso di una serie di negoziati con altri leader dell'Unione europea e poi, se rieletto, avrebbe annunciato il referendum.
Nel novembre dello stesso anno, Cameron aggiunse ulteriori richieste alla UE: in merito alla politica economica, il riconoscimento ufficiale che le leggi vigenti nell'Eurozona non sarebbero state necessariamente applicate ai Paesi che non adottano l'Euro, i quali inoltre non avrebbero dovuto contribuire a salvare le economie in difficoltà dei membri UE dell'Eurozona; espandere il mercato unico e fissare l'obiettivo di riduzione della burocrazia per le imprese per aumentare la competitività; in merito alla sovranità, esentare legalmente il Regno Unito dalla "unione sempre più stretta" e dare la possibilità ai parlamenti nazionali di porre il veto sulle proposte legislative dell'UE; in materia di immigrazione, l'impossibilità per i cittadini dell'UE che immigrano nel Regno Unito per motivi di lavoro di chiedere alloggi sociali e vantaggi professionali e divieto di inviare assegni familiari all'estero, per i primi 4 anni.
L'esito delle rinegoziazioni fu annunciato nel febbraio 2016: vennero concordate alcune limitazioni alle prestazioni per gli immigrati comunitari da applicarsi progressivamente per i successivi 4 anni e solo per i nuovi immigrati e in ogni caso, prima dell'applicazione definitiva, bisognava ottenere il permesso dal Consiglio europeo; il pagamento degli alimenti all'estero poteva continuare, ma questi sarebbero stati legati al costo della vita del paese di destinazione. In merito alla sovranità, fu garantito al Regno Unito la possibilità di non partecipare alla "unione sempre più stretta". La richiesta di Cameron per consentire ai parlamenti nazionali di "porre il veto" sulle proposte legislative dell'UE fu modificata nel senso di consentire ai parlamenti nazionali collettivamente di "opporsi" alle proposte legislative dell'UE, nel qual caso il Consiglio europeo avrebbe dovuto riconsiderare la proposta prima di prendere l'ultima decisione. In merito alla governance economica, l'UE prese l'impegno di rafforzare la normativa contro la discriminazione per i non-membri dell'Eurozona, i quali però in ogni caso non avrebbero potuto porre il veto contro qualsiasi legislazione. Gli ultimi due temi proposti riguardavano la possibilità di "escludere dall'ambito di applicazione del diritto alla libera circolazione i cittadini extracomunitari sprovvisti di permesso di soggiorno in uno Stato membro prima di sposare un cittadino dell'Unione" e di rendere più facile per gli Stati membri l'espulsione dei cittadini dell'UE per ragioni di politica pubblica o per motivi di pubblica sicurezza.
Le condizioni particolari così negoziate dal Regno Unito andavano ad aggiungersi agli opt-out e al rimborso dei fondi versati all'UE, di cui il Regno Unito già godeva.

### Iniziativa referendaria
Per consentire lo svolgimento del referendum nel Regno Unito e Gibilterra, sono state emanati due atti legislativi: il primo di questi, la Legge sul referendum dell'Unione europea, è stata approvata nel 2015 dal Parlamento del Regno Unito e ha ricevuto l'approvazione reale il 17 dicembre 2015. La seconda legge, l'Atto sul referendum dell'Unione europea, è stata approvata nel 2016 dal Parlamento di Gibilterra e ha ricevuto l'assenso reale il 28 gennaio 2016.

### Posizioni espresse nel dibattito politico
Alcuni dei sostenitori del ritiro britannico dall'Unione Europea ritengono che lo stato di membro abbia minato la sovranità del parlamento nazionale, mentre i favorevoli all'adesione sostengono che, in un mondo con una forte influenza delle organizzazioni sovrannazionali, qualsiasi perdita teorica di sovranità sia più che compensata dai benefici derivanti dall'adesione all'Unione europea.
La maggior parte degli euroscettici britannici sostiene che l'uscita dall'Unione europea consentirebbe al Regno Unito di controllare meglio l'immigrazione, di trovarsi in una posizione migliore per condurre le proprie trattative commerciali e di essere liberi dai regolamenti e dalla burocrazia europei, da loro ritenuti superflui.
Chi è a favore dell'Unione europea sostiene che lasciarla comprometterebbe la prosperità del Regno Unito, diminuirebbe la sua influenza sugli affari mondiali, metterebbe in pericolo la sicurezza nazionale, riducendo l'accesso a banche dati comuni europee sul crimine, oltre a creare barriere commerciali tra il Regno Unito e l'Unione europea. In particolare essi sostengono che lasciare l'Unione europea porterebbe a perdite di posti di lavoro, ritardi negli investimenti nel Regno Unito e comporterebbe rischi sia per le piccole imprese, sia per quelle più grandi.

### Ammissione al voto
La legge istitutiva del referendum stabiliva che solo i cittadini britannici, irlandesi e del Commonwealth maggiori di 18 anni e residenti nel territorio del Regno Unito o di Gibilterra sarebbero stati ammessi al voto, unitamente ai cittadini britannici registrati per votare nel Regno Unito nell'ambito degli ultimi 15 anni.
Il termine ultimo per iscriversi al voto è stato inizialmente fissato alla mezzanotte del 7 giugno 2016, ma questa scadenza è stata poi prorogata di 48 ore a causa di problemi tecnici del sito per registrazione ufficiale avvenuti proprio il 7 giugno causati dal traffico web insolitamente alto. Alcuni sostenitori della campagna per il Leave, tra cui il deputato conservatore Gerald Howarth, hanno criticato la decisione del governo di prorogare il termine, poiché ciò avrebbe potuto costituire un vantaggio per gli avversari del Remain dal momento che molti dei ritardatari erano giovani elettori, considerati più propensi a votare per il Remain. Alla fine sono state registrate ed ammesse al voto quasi 46,5 milioni di persone.
Vi è stata anche la protesta da parte di alcuni residenti delle dipendenze della Corona dell'Isola di Man, Jersey e Guernsey che volevano avere la possibilità di votare pur non facendo parte dell'Unione europea (a differenza di Gibilterra), poiché ritenevano che in ogni caso l'esito del referendum avrebbe avuto un impatto anche in quei territori.

### Testo del quesito

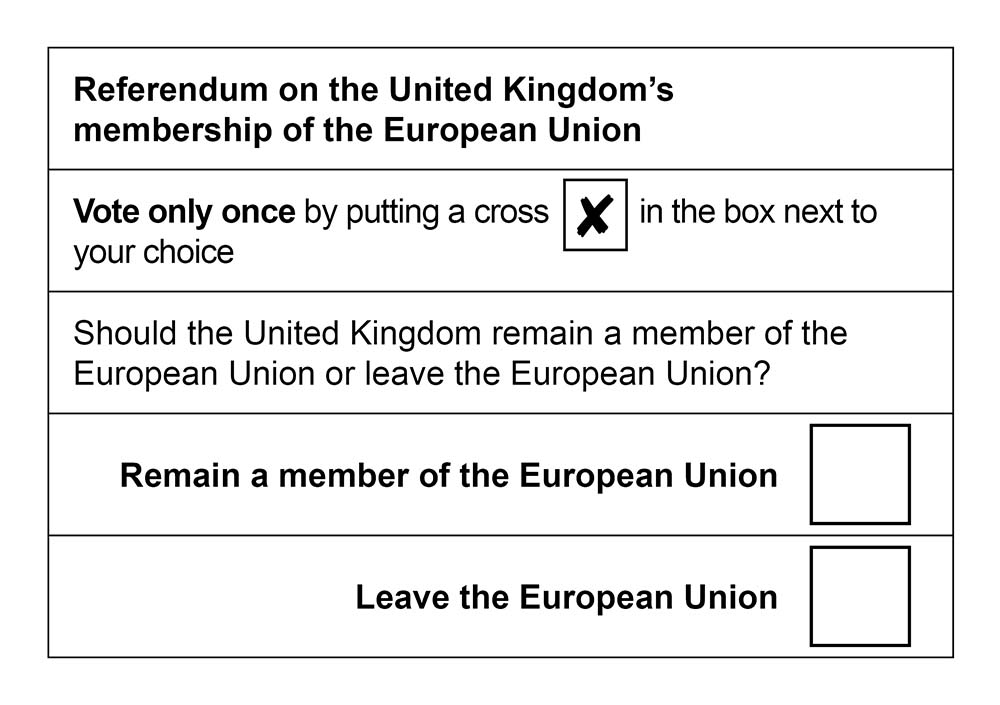
Modello di scheda elettorale

Il testo ufficiale del quesito sulla scheda era: 
Le due risposte consentite a tale domanda erano, rispettivamente, "Restare un membro dell'Unione europea" ("Remain a member of the European Union") e "Lasciare l'Unione europea" ("Leave the European Union").

### Dichiarazioni di voto
Il premier conservatore David Cameron si era schierato per il rimanere ed aveva invitato la popolazione a votare per la permanenza del Paese nell'Unione europea.
Tra i sostenitori dell'uscita del Regno Unito dall'Unione c'erano l'ex sindaco di Londra Boris Johnson, anche lui del Partito Conservatore, e Nigel Farage, leader del Partito per l'Indipendenza del Regno Unito.
La parlamentare laburista Jo Cox, schierata decisamente a favore del rimanere, è stata uccisa a Leeds il 16 giugno 2016 da un fanatico oppositore, mentre stava per iniziare un incontro elettorale. In seguito a tale luttuoso evento, entrambi gli schieramenti hanno sospeso la campagna elettorale.

### Schieramento dei principali partiti britannici
| Posizione | Partiti politici                                  | Partiti politici                              | Rif.          |
| --------- | ------------------------------------------------- | --------------------------------------------- | ------------- |
| Rimanere  |                                                   | Partito dell'Alleanza dell'Irlanda del Nord   | [ 26 ] [ 27 ] |
| Rimanere  |                                                   | Partito Verde di Inghilterra e Galles         | [ 28 ]        |
| Rimanere  |                                                   | Partito Verde dell'Irlanda del Nord           | [ 29 ]        |
| Rimanere  |                                                   | Partito Laburista                             | [ 30 ] [ 31 ] |
| Rimanere  |                                                   | Liberal Democratici                           | [ 32 ]        |
| Rimanere  |                                                   | Plaid Cymru                                   | [ 33 ]        |
| Rimanere  |                                                   | Partito Verde Scozzese                        | [ 34 ]        |
| Rimanere  |                                                   | Partito Nazionale Scozzese (SNP)              | [ 35 ] [ 36 ] |
| Rimanere  |                                                   | Sinn Féin                                     | [ 37 ]        |
| Rimanere  |                                                   | Partito Social Democratico e Laburista (SDLP) | [ 38 ]        |
| Rimanere  |                                                   | Partito Unionista dell'Ulster (UUP)           | [ 39 ]        |
| Lasciare  |                                                   |                                               |               |
|           | Partito Unionista Democratico (DUP)               | [ 40 ] [ 41 ]                                 |               |
|           | Alleanza Popolo Prima del Profitto (PBP)          | [ 42 ]                                        |               |
|           | Traditional Unionist Voice (TUV)                  | [ 43 ]                                        |               |
|           | Partito per l'Indipendenza del Regno Unito (UKIP) | [ 44 ]                                        |               |
| Neutrale  |                                                   | Partito Conservatore                          | [ 45 ]        |

## Sondaggi
Rimanere nell'Unione Europea
     Lasciare l'Unione Europea
     Indecisi

Sondaggi (2013-2016) sulle intenzioni di voto al referendum per la permanenza del Regno Unito nell'Unione Europea
Rimanere nell'Unione Europea
Lasciare l'Unione Europea
Indecisi

Dal 2010 i sondaggi indicano che l'opinione pubblica britannica è divisa sulla questione dell'appartenenza all'Unione Europea, con un picco di contrari all'UE nel novembre del 2012 (56% contrari e 30% favorevoli), mentre nel giugno 2015 i favorevoli erano quelli al 43% contro un 36% di contrari. Il più grande sondaggio, effettuato nel marzo 2014 su un campione di circa 20 000 persone, ha mostrato un pubblico equamente diviso sulla questione, con il 41% a favore di recesso, il 41% a favore dell'appartenenza e il 18% di indecisi; tuttavia, dopo aver chiesto l'intenzione di voto dopo che la Gran Bretagna avesse rinegoziato i termini della sua adesione all'UE e il governo del Regno Unito avesse dichiarato che gli interessi britannici erano stati adeguatamente protetti, oltre il 50% del campione ha indicato che avrebbe votato per fare rimanere la Gran Bretagna nell'Unione Europea.
L'analisi dei sondaggi indica che i giovani elettori tendevano a sostenere di rimanere nella UE, mentre quelli più anziani tendevano a sostenere la scelta di lasciare, mentre non vi era alcuna differenza di genere. L'istituto di ricerche di mercato britannico YouGov ha anche scoperto che l'euroscetticismo era correlato con le persone di basso reddito, pur avendo roccaforti anche fra i ceti più ricchi. Scozia, Galles e molte aree urbane inglesi con grandi popolazioni di studenti erano più pro-UE; le grandi imprese erano ampiamente schierate a favore della UE, mentre la situazione tra le società più piccole era meno chiara. I sondaggi fra gli economisti, i giuristi e gli scienziati vedevano maggioranze che chiaramente consideravano la permanenza nell'UE come benefica per il Regno Unito.

## Risultati
La votazione è avvenuta presso i 41 000 seggi elettorali (ognuno dei quali con al massimo 2 500 elettori) suddivisi fra le 382 aree di conteggio dei voti (presso cui si sono svolte le operazioni di scrutinio centralizzate), a loro volta raggruppate in dodici distretti regionali (Gibilterra è stata accorpata al distretto dell'Inghilterra sud-occidentale).
I risultati sono stati annunciati dalla presidente della Commissione elettorale centrale, Jenny Watson, presso il municipio di Manchester il 24 giugno 2016:
|                      | Totale     | Percentuale | Percentuale             |
| -------------------- | ---------- | ----------- | ----------------------- |
| Elettori             | 46 500 001 |             |                         |
| Votanti              | 33 577 342 | 72,21%      | (su numero di elettori) |
| Schede bianche/nulle | 25 359     | 0,08%       | (su numero di votanti)  |

| Preferenza                                                                    | Voti       | Percentuale |
| ----------------------------------------------------------------------------- | ---------- | ----------- |
| Rimanere un membro dell'Unione europea                                        | 16 141 241 | 48,11%      |
| Lasciare l'Unione europea                                                     | 17 410 742 | 51,89%      |
| Totale voti validi                                                            | 33 551 983 | 100,0%      |
| Fonte: Electoral Commission Archiviato il 30 giugno 2016 in Internet Archive. |            |             |

### Risultati per nazione

Risultati del referendum

| Nazioni del Regno Unito          | Affluenza | Voti       | Voti       | %        | %        |
| Nazioni del Regno Unito          | Affluenza | Rimanere   | Lasciare   | Rimanere | Lasciare |
| -------------------------------- | --------- | ---------- | ---------- | -------- | -------- |
| Galles                           | 71,7%     | 772 347    | 854 572    | 47,47%   | 52,53%   |
| Inghilterra (inclusa Gibilterra) | 73,0%     | 13 266 996 | 15 188 406 | 46,62%   | 53,38%   |
| Irlanda del Nord                 | 62,7%     | 440 707    | 349 442    | 55,78%   | 44,22%   |
| Scozia                           | 67,2%     | 1 661 191  | 1 018 322  | 62,0%    | 38,0%    |

### Risultati per regione
| Regione | Regione                                | Affluenza | Voti      | Voti      | %        | %        |
| Regione | Regione                                | Affluenza | Rimanere  | Lasciare  | Rimanere | Lasciare |
| ------- | -------------------------------------- | --------- | --------- | --------- | -------- | -------- |
|         | Midlands Orientali                     | 74,2%     | 1 033 036 | 1 475 479 | 41,18%   | 58,82%   |
|         | Est dell'Inghilterra                   | 75,7%     | 1 448 616 | 1 880 367 | 43,52%   | 56,48%   |
|         | Grande Londra                          | 69,7%     | 2 263 519 | 1 513 232 | 59,93%   | 40,07%   |
|         | Inghilterra del nord-est               | 69,3%     | 562 595   | 778 103   | 41,96%   | 58,04%   |
|         | Inghilterra del nord-ovest             | 70,0%     | 1 699 020 | 1 966 925 | 46,35%   | 53,65%   |
|         | Irlanda del Nord                       | 62,7%     | 440 707   | 349 442   | 55,78%   | 44,22%   |
|         | Scozia                                 | 67,2%     | 1 661 191 | 1 018 322 | 62,00%   | 38,00%   |
|         | Inghilterra del sud-est                | 76,8%     | 2 391 718 | 2 567 965 | 48,22%   | 51,78%   |
|         | Inghilterra del Sud Ovest e Gibilterra | 76,7%     | 1 503 019 | 1 669 711 | 47,37%   | 52,63%   |
|         | Galles                                 | 71,7%     | 772 347   | 854 572   | 47,47%   | 52,53%   |
|         | Midlands Occidentali                   | 72,0%     | 1 207 175 | 1 755 687 | 40,74%   | 59,26%   |
|         | Yorkshire e Humber                     | 70,7%     | 1 158 298 | 1 580 937 | 42,29%   | 57,71%   |

## Reazioni

### Reazioni dei mercati economici
La mattina del 24 giugno, dopo l'annuncio dei risultati, il cambio della sterlina inglese è crollato in due ore del 10% rispetto al dollaro statunitense (il livello più basso dal 1985) e del 7% in meno contro l'Euro. Il calo da $ 1,50 a $ 1,37 è stato il più grande movimento di valuta in un periodo di 2 ore nella storia economica.
Il FTSE 100 è sceso dell'8% inizialmente, recuperando a mezzogiorno al −5% ed attestandosi a poco più del −3% alla chiusura delle contrattazioni, mentre le quotazioni azionarie delle cinque maggiori banche britanniche sono scese in media del 21%.
Alla Borsa di Milano, controllata dal London Stock Exchange, il FTSE MIB ha ceduto il 12,48% e il Ftse All Share l'11,75%, con la peggiore flessione nella sua storia.

### Reazioni interne
In seguito all'annuncio dei risultati referendari, il Primo ministro David Cameron ha dichiarato l'intenzione di dimettersi dal proprio incarico dal prossimo ottobre, anche se la maggior parte dei parlamentari conservatori lo aveva esortato a rimanere. Il leader del Partito indipendentista (UKIP leader), Nigel Farage, ha invece chiesto a Cameron di andarsene "immediatamente" e ha affermato: «Ci siamo ripresi il Paese, questa è una vittoria della gente vera, della gente normale, della gente dignitosa».
Il leader del partito laburista Jeremy Corbyn ha ricevuto le dure critiche interne del suo partito, per lo scarso sostegno alla campagna referendaria a favore del rimanere.
Il 25 giugno il politico britannico Jonathan Hill si è dimesso dalla carica di co-Commissario europeo per la stabilità finanziaria, i servizi finanziari e il mercato unico dei capitali.
La First Minister della Scozia, Nicola Sturgeon, preso atto che "il popolo della Scozia vede il proprio futuro come parte dell'Unione europea" (62% dei voti per il remain) e che la Scozia aveva "parlato con decisione" con un "forte, inequivocabile" voto per rimanere nell'Unione europea, ha annunciato il 24 giugno 2016 che molto probabilmente avrebbe pianificato un secondo referendum sull'indipendenza della Scozia dal Regno Unito, iniziando a preparare una legislazione in tal senso. Una riunione d'emergenza del governo scozzese del 25 giugno ha convenuto che il governo scozzese dovrebbe "avviare immediatamente le discussioni con le istituzioni comunitarie e gli altri stati membri per esplorare tutte le possibili opzioni per proteggere il posto della Scozia nella UE". Meno di due anni prima la Scozia aveva votato per la permanenza nel Regno Unito, ma il risultato opposto sulla Brexit e il cambio di scenario conseguente legittimerebbero una nuova consultazione referendaria.
A seguito del voto degli elettori dell'Irlanda del Nord contrari a lasciare l'UE, è stato richiesto un ulteriore referendum per l'indipendenza dell'Irlanda del Nord da parte del Sinn Féin, il più grande partito nazionalista repubblicano in Irlanda, mentre il vice Primo ministro nordirlandese Martin McGuinness ha chiesto un referendum per la riunificazione di tutta l'Irlanda.

### Reazioni internazionali
Jean-Claude Juncker, presidente della commissione europea, ha commentato la decisione britannica auspicando un celere abbandono dell'Unione da parte del Regno Unito, aggiungendo che, di conseguenza, la Germania avrebbe assunto un ruolo sempre più preponderante a livello comunitario e che: "[...] Presto dimostreremo che Londra stava meglio dentro l'Unione".
L'allora presidente del Consiglio dei ministri italiano Matteo Renzi ha reagito manifestando comunque la propria positività nei riguardi dell'Europa. Il segretario della Lega Nord, Matteo Salvini, ha auspicato invece lo stesso tipo di referendum in Italia (peraltro inattuabile perché la Costituzione italiana non prevede Referendum su simili temi).
Donald Trump, candidato repubblicano poi eletto alle elezioni presidenziali statunitensi del 2016, si è detto soddisfatto che i britannici si siano «ripresi il proprio paese».